# Zielona Chojna (osada)
Zielona Chojna – osada w Polsce, położona w województwie wielkopolskim, w powiecie międzychodzkim, w gminie Międzychód.
W okresie Wielkiego Księstwa Poznańskiego (1815-1848) miejscowość wzmiankowana jako Zielona choina folwark należała do wsi mniejszych w ówczesnym pruskim powiecie Międzyrzecz w rejencji poznańskiej. Zielona choina folwark należała do okręgu międzychodzkiego tego powiatu i stanowiła część majątku Prusim, którego właścicielem był wówczas Reich. Według spisu urzędowego z 1837 roku wieś liczyła 24 mieszkańców, którzy zamieszkiwali dwa dymy (domostwa).
W latach 1975–1998 miejscowość położona była w województwie gorzowskim.
Zobacz też: Zielona